# Мингатуйское сельское поселение
Мингатуйское сельское поселение  или Мингатуйское муниципальное образование — муниципальное образование со статусом сельского поселения в Куйтунском районе Иркутской области России.
Административный центр — Мингатуй.

## Население
| 2010 | 2011 | 2012 | 2013 | 2014 | 2015 | 2016 |
| ---- | ---- | ---- | ---- | ---- | ---- | ---- |
| 243  | ↘242 | ↘227 | ↘215 | ↘202 | →202 | ↘196 |
| 2017 |      |      |      |      |      |      |
| ↘192 |      |      |      |      |      |      |

По результатам Всероссийской переписи населения 2010 года численность населения муниципального образования составила 243 человека, в том числе 120 мужчин и 123 женщины.

## Населённые пункты
В состав сельского поселения входят населённые пункты
| № | Населённый пункт | Тип населённого пункта | Население |
| - | ---------------- | ---------------------- | --------- |
| 1 | Бузулук          | село                   | ↘46       |
| 2 | Мингатуй         | село                   | ↘178      |
| 3 | Новокадинский    | посёлок                | ↘1        |
| 4 | Новые Броды      | посёлок                | →2        |

### Упразднённые населённые пункты
10 июля 2014 года упразднён посёлок Хайрюзовка